# L'homme armé
L'homme armé (česky Ozbrojený muž nebo Ozbrojenec) je francouzská lidová píseň z 15. století. Přestože jde o píseň světskou, stala se v době renesance její melodie nejpopulárnějším hudebním základem pro kompozici mší; zachovalo se přes 40 různých kompozic nazvaných Missa L'homme armé a používajících uvedenou melodii.

## Text písně
Text písně (česky asi: Ozbrojeného muže se má člověk bát; / všude bylo provoláno, / že se má každý vyzbrojit / železnou košilí.) pravděpodobně v době po pádu Konstantinopole (1453) lidem připomínal potřebu bojovat proti tureckému nebezpečí. Zdá se také, že píseň měla zvláštní význam pro Řád zlatého rouna. První mešní kompozici na uvedené téma složil nejspíše Guillaume Dufay, k dalším autorům mší L'homme armé patří Johannes Ockeghem, Josquin des Pres, Cristóbal de Morales či Giovanni Pierluigi da Palestrina.

## Původ písně
Původ a význam písně “Ozbrojený muž” není zcela jasný. Někteří hudební historici se domnívají, že 'ozbrojený muž' má symbolizovat archanděla Michaela. Skladatel Johannes Regis (asi 1425 – 1496) ji nejspíš takto použil ve své Dum sacrum mysterium/Missa l'homme armé, která je na melodii písně postavená a která obsahuje různé další dodatečné tropované texty a cantofirmální nápěvy na počest archanděla Michaela. Jiní se domnívají, že je to pouze jméno vyhlášené krčmy (Maison L'Homme Arme) poblíž Dufayova bydliště v Cambrai.
Píseň ovšem také může představovat výzvu ke zbrojení k nové křižácké výpravě proti Turkům. Existuje také množství dokladů o tom, že píseň měla zvláštní význam pro členy řádu zlatého rouna.
Za povšimnutí stojí skutečnost, že první výskyt písně je z doby pádu Konstantinopole do područí Osmanských Turků roku 1453, což byla událost, která měla značný psychologický dopad na celou křesťanskou Evropu. Skladatelé jako Guillaume Dufay k té příležitosti složili žalozpěvy.
Nicméně další možností je, vzhledem k naléhavému pocitu nutnosti zorganizování vojenského odporu proti vítězství Osmanů, kteří tehdy postupovali stále dál na severozápad do střední Evropy, že všechny z uvedených teorií - či jejich různé kombinace - jsou pravdivé.
Novější teorie o původu nápěvku je taková, že jde o stylizovanou kombinaci pouličního křiku a trumpetového signálu, a může pocházet z konce 14. století, či počátku století 15., díky svému užití hlavní prolace, jež je nejrozšířenějším metrem té doby. Richard Taruskin si všiml, že nápěvek písně byl obzvláště oblíbeným u Karla Smělého a domnívá se, že mohl být zkomponovaný přímo pro něho (nebo snad, že se sám identifikoval s oním mužem ve zbroji). Tato teorie byla ovšem odmítnuta některými předními badateli, kteří poukazují na to, že píseň byla známa již před nástupem Karla Smělého do úřadu vévody Burgundského.

## Užití písně vlatinské mši
Píseň "L'homme armé" je dnes poměrně dobře známa, protože byla často zhudebňována renesančními skladateli jako cantus firmus latinských mší. Pro tento účel byla píseň užívána zřejmě častěji než jakákoli jiná světská skladba, je známo přes 40 zpracování. Mnoho skladatelů renesance zkomponovalo alespoň jednu mši za použití této melodie. Dvě skladby od Josquina, Missa L'homme armé super voces musicales a Missa L'homme armé sexti toni patří mezi nejznámější. Další skladatelé, kteří napsali více než jedno zpracování, jsou například Matthaeus Pipelare, Pierre de La Rue, Cristóbal de Morales a Giovanni Pierluigi da Palestrina. Cyklus šesti zpracování, která jsou všechna anonymní, ale pravděpodobně pocházejí od jediného autora, se dochovala v Neapolském rukopise, který vznikl pravděpodobně jako dar Beatrix Aragonské od vévody Karla Smělého.